# Idiomas de Níger

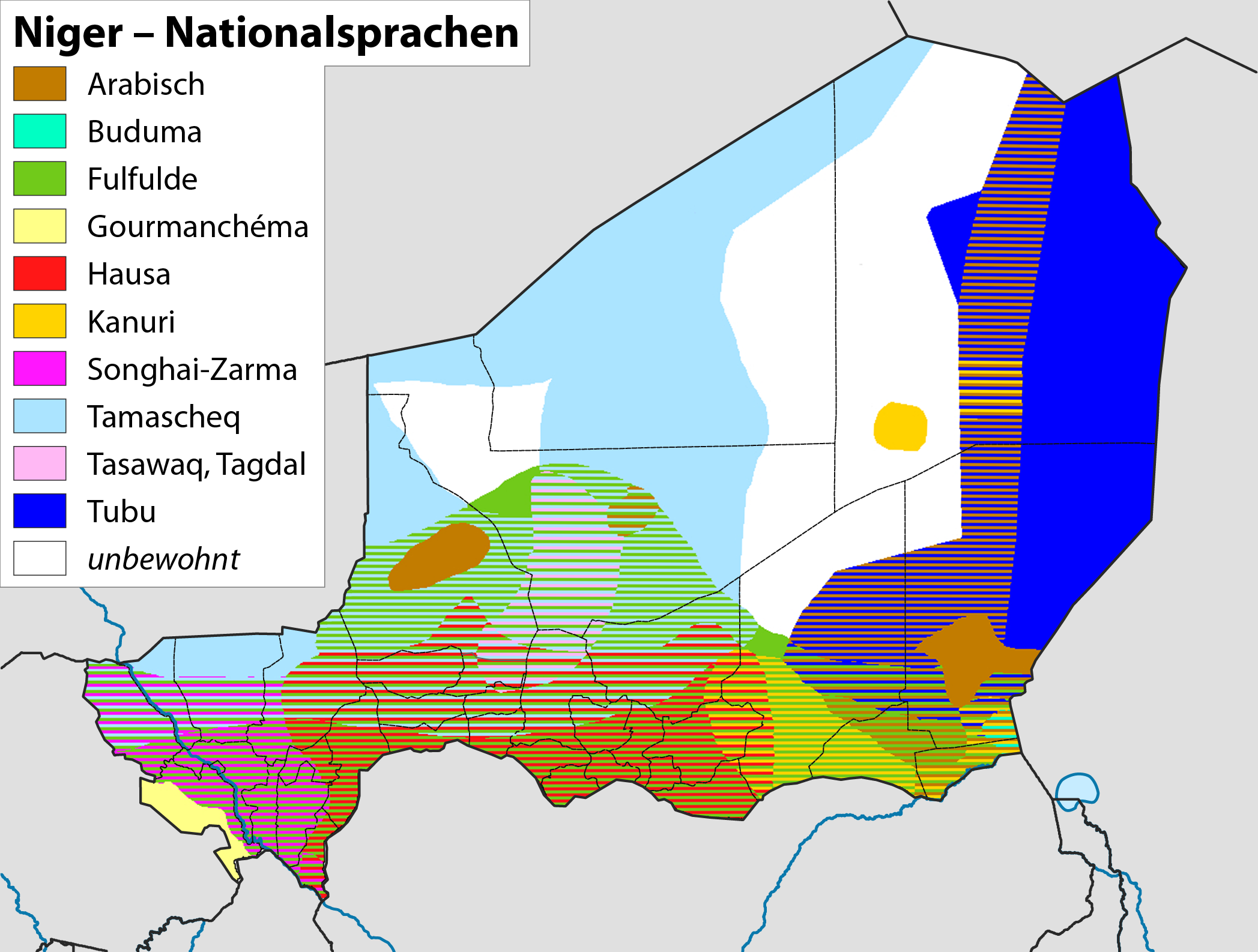

Dependiendo de cómo se cuenten, Níger tiene entre 8 y 20 idiomas autóctonos (pertenecientes al menos a tres familias lingüísticas diferentes). La discrepancia surge del hecho de que varios entre ellos están estrechamente relacionados y pueden ser agrupados conjuntamente o considerados de forma diferenciada. El idioma oficial actualmente es el Hausa 

## Francés
El francés, heredado del período colonial, fue relegado en 2025 a lengua de trabajo. Se habla principalmente como lingua franca o segunda lengua por la población que ha recibido educación. Aunque la población nigerina educada todavía forma una minoría de la población total del país, el francés es el idioma utilizado oficialmente en la administración del país (tribunales, gobierno, etc.), los medios de comunicación y la comunidad de negocios.

## Clasificación de idiomas de Níger
La categorización habitual de los idiomas de Níger nombra ocho idiomas nacionales. Estos, sus familias lingüísticas, el porcentaje aproximado de población que los habla así como las regiones donde son utilizados se muestran a continuación:
| Idioma          | Familia/Macrofamilia     | Subfamilia | % Aprox. | Principal región |
| --------------- | ------------------------ | ---------- | -------- | ---------------- |
| Hausa           | Lenguas afroasiáticas    | Chádica    | 49,6%    | Sur, centro      |
| Zarma-Songhai   | Lenguas nilo-saharianas  | Songhai    | 25,5%    | Suroeste         |
| Tamajeq         | Lenguas afroasiáticas    | Bereber    | 8,4%     | Norte            |
| Fulfulde        | Lenguas nigerocongolesas | Atlántica  | 8,3%     | Todas            |
| Kanuri          | Lenguas nilo-saharianas  | Sahariana  | 4,8%     | Sureste          |
| Árabe coloquial | Lenguas afroasiáticas    | Semítica   | 1,2%     | Norte            |
| Gurma           | Lenguas nigerocongolesas | Gur        | <1%      | Esquina suroeste |
| Toubou (Tebu)   | Lenguas nilo-saharianas  | Sahariana  | <1%      | Este             |